# Waldir Calmon
Waldir Calmon Gomes (Rio Novo, 30 de janeiro de 1919 — Rio de Janeiro, 11 de abril de 1982) foi um pianista e compositor brasileiro de grande sucesso nos anos 50.
Criou um estilo imitado por muitos pianistas que o sucederam. Foi o pioneiro a gravar sucessos dançantes em faixas únicas, ininterruptas, adequados a animar festas, eternizando nos acetatos o som que produzia nas boates de então. Além disso, popularizou o uso do solovox (pequeno teclado incorporado ao piano, precursor dos sintetizadores) no Brasil.
Entre os inúmeros prêmios que recebeu, estão o Troféu Euterpe e o Prêmio Cidade de São Sebastião do Rio de Janeiro, oferecidos pelo jornal Correio da Manhã, pela Biblioteca Municipal do Rio de Janeiro e pela Prefeitura do então Distrito Federal.

## Carreira
Gravou dezenas de discos - entre eles, a famosa série Feito Para Dançar e a música tema do extinto Canal 100, Na Cadência do Samba (Que Bonito É). Também gravou com Ângela Maria o disco "Quando os Astros se Encontram", em 1958. Neste LP, encontra-se o maior sucesso da sapoti: Babalu.
No ano de 1941 já como Waldir Calmon fez sua primeira gravação acompanhando Ataulfo Alves em “Leva Meu Samba”.
Depois de formar o grupo Gentleman da Melodia e circulou por teatros e cassinos do Rio e São Paulo. Foi nessa época que começou a tocar o primeiro solovox (pequeno teclado incorporado ao piano, precursor dos sintetizadores) trazido para o Brasil, popularizando o instrumento. Na década de 50 gravou vários discos "Ritmos Melódicos" (no selo Rádio), "Para Ouvir Amando", "Chá Dançante" e "Feito para Dançar" (Copacabana).
Em 1955 abriu sua própria casa noturna, a popular Arpège, no Leme (RJ), que funcionaria até 1967 - onde atuaram João Gilberto, Tom Jobim, Vinicius de Moraes, além de Chico Buarque, que fez um de seus primeiros shows, em 1966, ao lado de Odete Lara e MPB-4.
Seu conjunto era formado nessa época por Paulo Nunes (guitarra), Milton Banana (bateria), Eddie Mandarino e Rubens Bassini (percussão), Gagliardi (contrabaixo) e o próprio Calmon, ao piano e solovox.
Entre 70 e o começo de 77, atuou com sua orquestra de baile no Canecão (RJ), antes e depois do show principal.
Nos últimos anos de carreira, passou a tocar também sintetizadores.

## Família
Casou-se com a também artista Marta Kelly, que adotou o nome Marta Calmon após o casamento. Com o nascimento da primeira filha, em 1963, esta abandonou a carreira para dedicar-se apenas ao casamento.

## Morte
Morreu em 11 de abril de 1982 de infarto do miocárdio.
Dois anos após, sua viúva voltou à cena artística, cantando e administrando a Orquestra Waldir Calmon.

## Prêmios e Honrarias
Fonte: site oficial do músico
- 1956 - Troféu Os Melhores da Semana (TV Tupi e Walita) - Categoria: melhor musical
- 1957 - Troféu Os Melhores da Semana (TV Tupi e Walita) - Categoria: melhor musical
- 1957 - Prêmio "Disco de Ouro (Diário da Noite e Jornal Feminino)" - Categoria: melhor orquestra do ano
- 1957 - Troféu Câmera (Revista TV Programas)
- 1957 - Troféu Euterpe [Prêmio Cidade de São Sebastião do Rio de Janeiro] (Correio da Manhã, Biblioteca Municipal do RJ e Prefeitura do Distrito Federal, RJ) - Categoria: melhor conjunto de dança
- 1957 - Troféu “Revista show TV”: melhor instrumentista de TV.
- 1958 - Prêmio "Disco de Ouro (Diário da Noite e Jornal Feminino)" - Categoria: melhor orquestra do ano
- 1958 - Troféu Câmera (Revista TV Programas)
- 1958 - Troféu Euterpe [Prêmio Cidade de São Sebastião do Rio de Janeiro] (Correio da Manhã, Biblioteca Municipal do RJ e Prefeitura do Distrito Federal, RJ) - Categoria: melhor conjunto de dança
- 1958 - Troféu “Revista show TV”: melhor instrumentista de TV.
- 1958 - Homenagem do Almoço Com as Estrelas (Aérton Perlingeiro e TV Tupi)
- 1959 - Prêmio "Disco de Ouro (Diário da Noite e Jornal Feminino)" - Categoria: melhor orquestra do ano
- 1959 - Troféu “Revista show TV”: melhor instrumentista de TV.
- 1960 - Troféu Antenas de Prata (Revista Radiolândia)
- 1961 - Troféu Aérton Perlingeiro Show (Aérton Perlingeiro e TV Tupi) - Categoria: melhor disco da semana
- 1961 - Troféu José Messias (Rádio Tupi e DJ José Messias)
- 1962 - Troféu A Figura do Mês (Aérton Perlingeiro Show e TV Tupi)
- 1962 - Troféu Caracu (Aérton Perlingeiro, TV Tupi e Caracu) - categoria: figura do mês (Abril de 1962)
- 1962 - Troféu Caracu (Aérton Perlingeiro, TV Tupi e Caracu) - categoria: figura do mês (Agosto de 1962)
- 1963 - Troféu Top da Semana (Aérton Perlingeiro)
- 1964 - Troféu Top da Semana (Aérton Perlingeiro)

## Discografia
- Série Feito Para Dançar (Gravadora Rádio) - números 1 (1954), 2, 3, 4, 5 (1956), 6, 7 (1957), 8 (1957), 9, 10, 11 (1959) e 12. (Em 1957, recebeu o disco de ouro da gravadora Rádio, pela vendagem de 100.000 discos da série “Feito para dançar”.)
- Série Novo Feito Para Dançar (Gravadora  Copacabana) - letras A, B, C (1961), D  e  E
- Série Chá Dançante (Gravadora Copacabana) - números 1, 2,  e 3
- Série Mambos (Gravadora Copacabana) - números 1e 2.
- Série Para  Ouvir  Amando (Gravadora  Copacabana) - números 1 (1955) e 2.
- Série Ritmos Melódicos (Gravadora Rádio) - números 1 (1952) e 3.
- Série Uma  Noite no Arpége - números 1, 2 (Rádio, 1956 e 1957) e 3 (Arpege, 1959).
- Sonhos e Melodias (Copacabana)
- Boleros (Copacabana, 1955)
- Samba, Alegria do Brasil (Rádio, 1956)
- Rosita Gonzales com Waldir Calmon (Rádio)
- Hit Parade (Copacabana)
- O Sucesso, Hoje (Copacabana)
- Lembranças de Paris (Rádio)
- Ritmos do Caribe (Copacabana, 1958)
- Quando os Astros Se Encontram - Waldir Calmon e Ângela Maria (Copacabana, 1958).
- Ritmos S. Simon (Indústria Fonográfica Brasileira)
- Romance Sin Palabras (Copacabana)
- E o Espetáculo Continua (Copacabana)
- Clássicos Para Dançar (Copacabana)
- Nos Requebros do Samba (Copacabana)
- Músicas de Herivelto Martins (Rádio, 1955)
- E o Espetáculo Continua... (Beverly, 1963)
- Waldir Calmon e Seus Multisons (Copacabana, 1970)
- Discoteque - Feito Para Dançar (Copacabana)
- Waldir Calmon - Feito Para Dançar, de 1980 (Copacabana).